# Ian Anthony Dale
Ian Anthony Dale (3 de julio de 1978) es un actor estadounidense.

## Vida
Nacido en Saint Paul, Minnesota, asistió a la Universidad de St. Mary en Winona, Minnesota, donde estudió teatro, y luego prosiguió sus estudios universitarios en Madison, Wisconsin. Es de ascendencia japonesa, francesa e inglesa. Dale anteriormente interpretó a Simon Lee en The Event, y anteriormente interpretó a David Lee en Surface y un papel recurrente, el de Avatar Gamma, en Charmed. También apareció en series como en Las Vegas, JAG, Day Break, CSI: Crime Scene Investigation, Mentes criminales, en 2007 apareció en 24 como Zhou y también es conocido por interpretar a Kazuya Mishima en Tekken.
Actualmente interpreta a Adam Noshimuri en la serie Hawaii 5-0.

## Carrera

### Cine
En 2004, Dale apareció en la película Mr. 3000, como Fakuda, junto a Bernie Mac, Angela Bassett, y Chris Noth. Su próxima película fue en 2007, en The Bucket List como un instructor con Jack Nicholson y Morgan Freeman en una de las escenas. Tuvo un papel menor en The Hangover en 2009, e hizo una película independiente, Lollipops en el mismo año.
En 2010, protagonizó en la película Tekken como Kazuya Mishima y en Flying Lessons.
Ese mismo año, Dale interpretó a Scorpion en la película Mortal Kombat: Rebirth en YouTube. La película originó una serie web, Mortal Kombat: Legacy, en que Dale interpretó su papel. Actuó su papel en la segunda temporada.

### Series de televisión
Dale tuvo su primer papel en la televisión en un episodio de 2002 en Fastlane. Desde entonces ha aparecido en episodios de Angel, JAG, Las Vegas, Charmed, 24, CSI: Crime Scene Investigation, Mentes criminales, Dollhouse y Cold Case.
Otros grandes papeles en la televisión incluyeron Surface como Davis Lee, y el Detective Christopher Choi en Day Break. Ambas series solo tuvieron una única temporada.
Dale fue un regular en la serie The Event, que se estrenó en 2010. La serie fue cancelada.
Su papeles más recientes son en Hawaii Five-0 como Adam Noshimuri y Murder in the First como Jim Koto.

## Filmografía
| Cine        | Cine                           | Cine                       | Cine                                                    |
| Año         | Título                         | Papel                      | Notas                                                   |
| ----------- | ------------------------------ | -------------------------- | ------------------------------------------------------- |
| 2004        | Mr. 3000                       | Fukuda                     |                                                         |
| 2007        | The Bucket List                | Instructor                 |                                                         |
| 2009        | The Hangover                   |                            |                                                         |
| 2009        | Lollipops                      | Detective Jones            |                                                         |
| 2009        | Tekken                         | Kazuya Mishima             |                                                         |
| 2009        | Flying Lessons                 | Lance                      |                                                         |
| 2010        | Mortal Kombat: Rebirth         | Scorpion                   |                                                         |
| 2011–2013   | Mortal Kombat: Legacy          | Scorpion                   |                                                         |
| 2014        | Mortal Kombat                  | Scorpion                   |                                                         |
| 2016        | XOXO                           | Anders                     |                                                         |
| 2017        | Wakefield                      | Ben Jacobs                 |                                                         |
| Televisión  |                                |                            |                                                         |
| Año         | Serie                          | Papel                      | Notas                                                   |
| 2002        | Fastlane                       | Jackson Yu                 | 1 episodio                                              |
| 2003        | Ángel                          | Vampiro                    | 1 episodio                                              |
| 2003        | JAG                            | Lance Corporal Brad Owens  | 1 episodio                                              |
| 2004        | Las Vegas                      | Jonathan Tam               | 1 episodio                                              |
| 2004        | Hawaii                         | Teniente Robertson         | 1 episodio                                              |
| 2004        | Second Time Around             | Sam Chang                  | 1 episodio                                              |
| 2004        | Charmed                        | Avatar Gamma               | 5 episodios                                             |
| 2005        | North Shore                    | Garrett Haynes             | 1 episodio                                              |
| 2005        | Surface                        | Davis Lee                  | Elenco principal                                        |
| 2006        | Day Break                      | Detective Christopher Choi |                                                         |
| 2006        | Mentes criminales              | Detective Owen Kim         | 2 episodios                                             |
| 2007        | Sin rastro                     | David Kwon                 | 1 episodio                                              |
| 2007        | Bones                          | Comandante James Adams     | 1 episodio                                              |
| 2007        | 24                             | Zhou                       | 2 episodios                                             |
| 2007        | Cold Case                      | Ray Takahashi              | 1 episodio                                              |
| 2009        | CSI: NY                        | Ellis Park                 | 1 episodio                                              |
| 2009        | Dollhouse                      | Jack Dunston               |                                                         |
| 2009        | CSI: Miami                     | Evan Wilcox                | 1 episodio                                              |
| 2010        | Trauma                         | Andy Wu                    | 1 episodio                                              |
| 2010        | CSI: Crime Scene Investigation | Lon Rose                   | 1 episodio                                              |
| 2010        | The Event                      | Agente Simon Lee           | Elenco principal                                        |
| 2011        | Burn Notice                    | Xavier                     | 1 episodio                                              |
| 2011–2020   | Hawaii 5-0                     | Adam Noshimuri             | Temporadas 2-7; recurrente. Temporadas 8-10; principal. |
| 2012        | Doctora Juguetes               | Squekers                   |                                                         |
| 2012        | El mentalista                  | Nathaniel Kim              | 1 episodio                                              |
| 2012        | Emily Owens, M.D.              | Dr. Kyle Putnam            |                                                         |
| 2013        | American Horror Story: Coven   | Científico                 | 1 episodio                                              |
| 2014        | Murder in the First            | Jim Koto                   |                                                         |
| 2015        | Hart of Dixie                  | Henry Dalton               | 2 episodios                                             |
| 2017        | Salvation                      | Harris Edwards             | Papel principal                                         |
| 2021-       | The Walking Dead               | Tomi Okumura               | Recurrente                                              |
| Videojuegos |                                |                            |                                                         |
| Año         | Título                         | Papel                      | Notas                                                   |
| 2012        | Sleeping Dogs                  | Ricky Wong                 |                                                         |
| 2012        | Call of Duty: Black Ops II     | Muchas voces               |                                                         |
| 2015        | Battlefield Hardline           | Marvin The Thief           |                                                         |